# Antiblemma incarnans
Antiblemma incarnans är en fjärilsart som beskrevs av Felder 1874. Antiblemma incarnans ingår i släktet Antiblemma och familjen nattflyn. Inga underarter finns listade i Catalogue of Life.